# L-アラビニトール-4-デヒドロゲナーゼ
L-アラビニトール-4-デヒドロゲナーゼ（L-arabinitol 4-dehydrogenase）は次の化学反応を触媒する酸化還元酵素である。
L-アラビニトール + NAD+ {\displaystyle \rightleftharpoons } L-キシルロース + NADH + H+
反応式の通り、この酵素の基質はL-アラビニトールとNAD+、生成物はL-キシルロースとNADHとH+である。
組織名はL-arabinitol:NAD+ 4-oxidoreductase (L-xylulose-forming)である。pentitol-DPN dehydrogenase、L-arabitol dehydrogenaseとも呼ばれる。